# Ana Kremser
Ana Kremser fue una célebre bailarina italiana que hizo funciones en Argentina en las primeras décadas del siglo XX.

## Carrera
Llegó desde Europa a la Argentina a mediados de la década de 1910, donde presentó varios espectáculos en el entonces Teatro Esmeralda (Hoy Teatro Maipo) y Teatro Casino en 1916 y 1917 al integrar la "Compañía de Comedias, Mímica y Danzas, Giovanni Molasso", integrando el Cuarteto Molasso junto con su compañero Mario Molasso y la también bailarina Serina Molasso.
Su repertorio solía llamar la atención por lo selecto y abundante. Junto con otros veinte integrantes de la compañía, su repertorio consistía en breves pantomimas dramáticas —muy en boga en aquel tiempo — y "ballets". La petite gose, La mimada, Danza dos apaches y La valse tourbillon, fueron algunas de los tantos mimodramas que estrenaron en el país.
Fue una de las pioneras bailarinas y estrella coreográfica europeas en hacer carrera en América del Sur.